# قلة النطاف
قلة النطاف (بالإنجليزية: Oligospermia أو Oligozoospermia)‏ هي حالة تشير إلى مني منخفض تركيز النطف، وهو حالة شائعة في العقم عند الرجل. أما عندما يحتوي المني على نسبة قليلة من النطف بالإضافة لشذوذ واضح في تركيبها وحركتها فتسمى الحالة «إمساخ ووهن وقلة النطاف» (بالإنجليزية: oligoasthenoteratozoospermia)‏. هنالك اهتمام باستبدال المصطلحات الوصفية المستخدمة في تحليل المني بأخرى ذات معلومات كمية.

## التشخيص
تشخص قلة النطاف من خلال نتيجة منخفضة لتحليل مني في مناسبتين. لعدة عقود كان يعد تركيز 20 مليون نطفة لكل مل حالة قلة نطاف. لكن منظمة الصحة العالمية خفضت النسبة المقبولة حتى 15 مليون نطفة لكل مل. التذبذب في تركيز النطف وقلة النطف قد يكون دائما أو مؤقتا.
المصادر قسمت أنواع قلة النطف إلى 3 أنواع:
- الخفيف، تركيز النطاف من 10 إلى 20 مليون نطفة لكل مل
- المعتدل، تركيز النطاف من 5 إلى 10 ملايين نطفة لكل مل
- الشديد، تركيز النطاف أقل من 5 ملايين نطفة لكل مل